# Transfigurationskathedralen (Tjernihiv)
Transfigurationskathedralen eller Saviour-Transfigurationskathedralen (ukrainsk: Спасо-Преображенський собор) er den ældste bygning i Tjernihiv i Ukraine, og en af de få overlevende bygninger i før-mongolsk Rusland. Den ligger i Dytynets Park.

## Historie
Byggeriet af katedralen blev startet af prins Mstislav af Chernigov, og legenden siger, at da Mstislav døde i 1035 eller 1036, var højden af murene lig med højden af en rytter. Det er uklart, hvornår byggeriet stod færdigt. Mstitlav blev begravet i katedralen. Transfigurationskatedralen blev beskadiget i 1239 under den mongolske invasion, renoveret i midten af det 17. århundrede, brændt ned i det 18. århundrede og blev igen renoveret senere. Det nuværende ydre stammer fra slutningen af det 19. århundrede.
Arkitekturen er usædvanlig, da den kombinerer elementer fra en romersk basilika med en typisk byzantinsk kirke. Det har tre skibe med tre apsis og fem kupler. Der er to tårne på de to sider af hovedfacaden.
Katedralen har været på den foreløbige verdensarvsliste siden 1989.